# Maja e Meqithit
Die Maja e Muleqithit ist der höchste Gipfel im Cukali-Hochland in Nordalbanien. Der 1721 m ü. A. hohe Berg liegt östlich von Shkodra. Rund zwei Kilometer weiter südwestlich erhebt sich die nur wenig tiefere Maja e Cukalit (1721 m ü. A.).
Die Maja e Muleqithit ist eine kleine Pyramide, aufgesetzt auf dem etwas weniger steilen Gipfelbereich des Cukali-Massivs. Der Gipfel fällt nach Nordwesten steil ins tief eingeschnittene Tal des Kir ab. Im Nordosten liegt das tief eingeschnittene Tal der Shala. Gegen Süden und Osten zum Drin ist die Landschaft nicht ganz so steil.
Ein Forstweg führt auf der Südflanke bis auf 1500 m ü. A. an den Berg hoch. Der Fahrweg umrundet zuvor die Maja e Cukalit und passiert das ebene Feld Fusha e Liqenit auf der Südseite des Berges, auf dessen anderen Seite sich die Maja e Cukalit erhebt.